# Colonne de Juillet

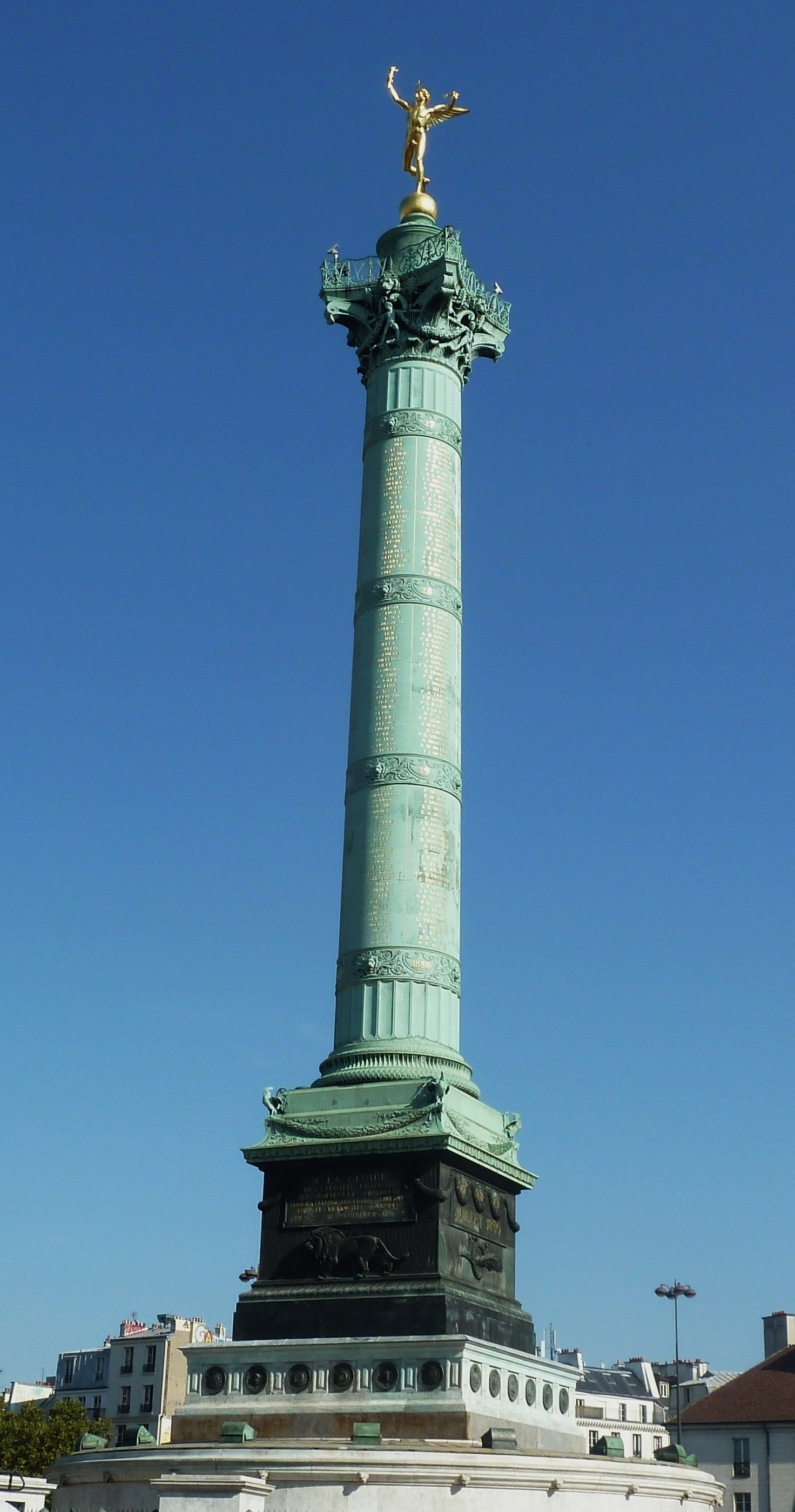
Colonne de Juillet.

Colonne de Juillet är en kolonn på Place de la Bastille i 11:e arrondissementet i Paris. Den restes 1840 till minne av julirevolutionen 1830. På kopparkolonnen, som är 52 meter hög, har namnen ingraverats på de 504 Parisare som miste livet under julistriderna.

## Bakgrund
Kolonnen restes till minne av «de tre ärorika dagarna» - les Trois Glorieuses. Uttrycket syftar på 27–29 juli under julirevolutionen 1830, de händelser som tvingade kung Karl X att abdikera varefter parlamentet utropade Ludvig Filip till "fransmännens konung".

## Tillkomst
Beslutet att resa julikolonnen bekräftades 6 juli 1831 genom ett kungligt dekret. Anläggningsarbetena inleddes 1833. 

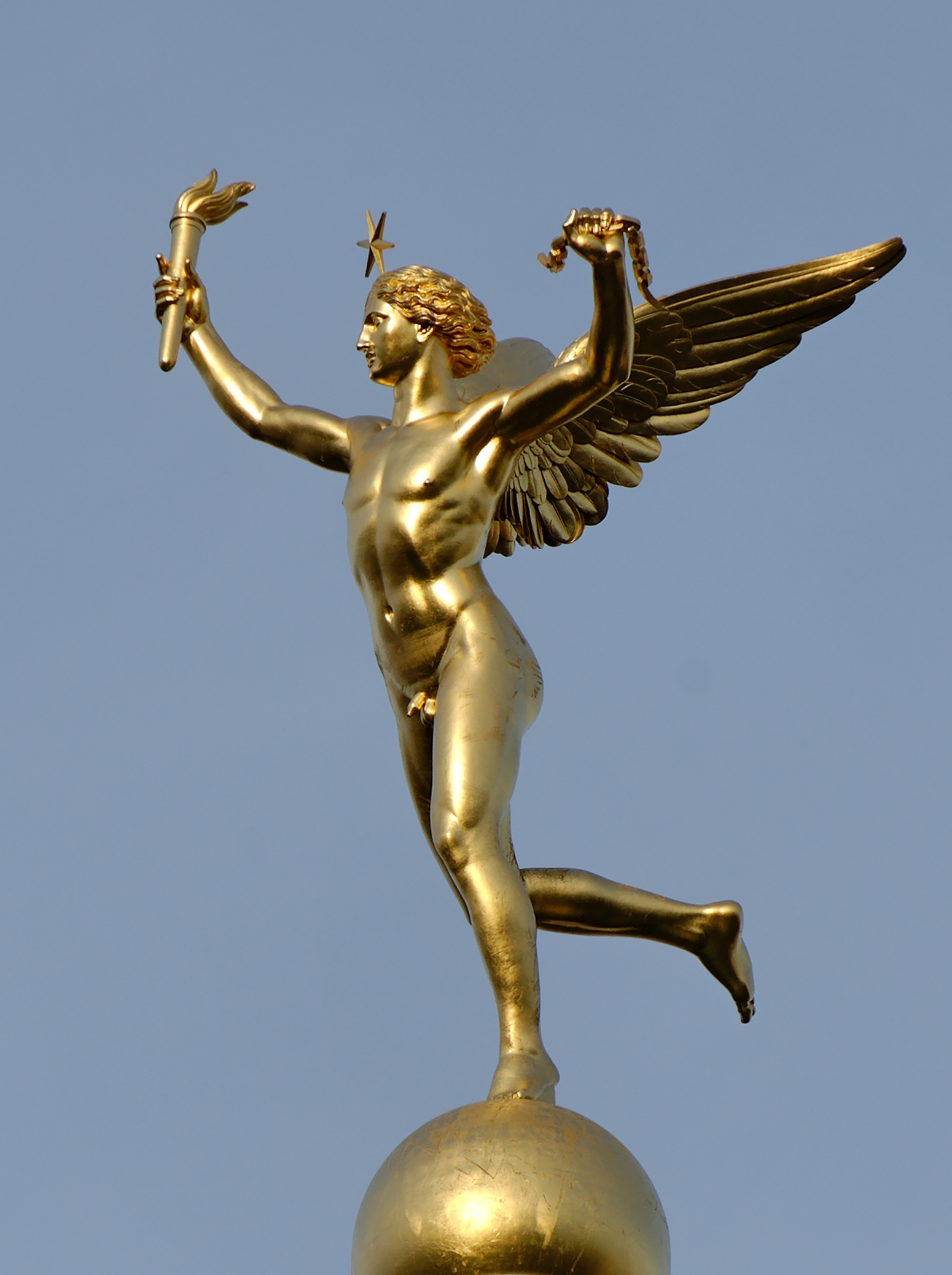
Le Génie de la Liberté

 Överst på kolonnen står en 5,85 meter hög, i bladguld förgylld figur, skapad av Auguste Dumont. Den framställer «frihetens genius» (Le Génie de la Liberté).. Sockeln härrörde från Napoleon Is tid. Kolonnen invigdes 28 juli 1840. Vid en ceremoni framfördes Grande symphonie funèbre et triomphale musik av Hector Berlioz. Berlioz själv dirigerade musiken. Jean-Pierre Montagny lät prägla en minnesmedalj till detta tillfälle.